# 定朝

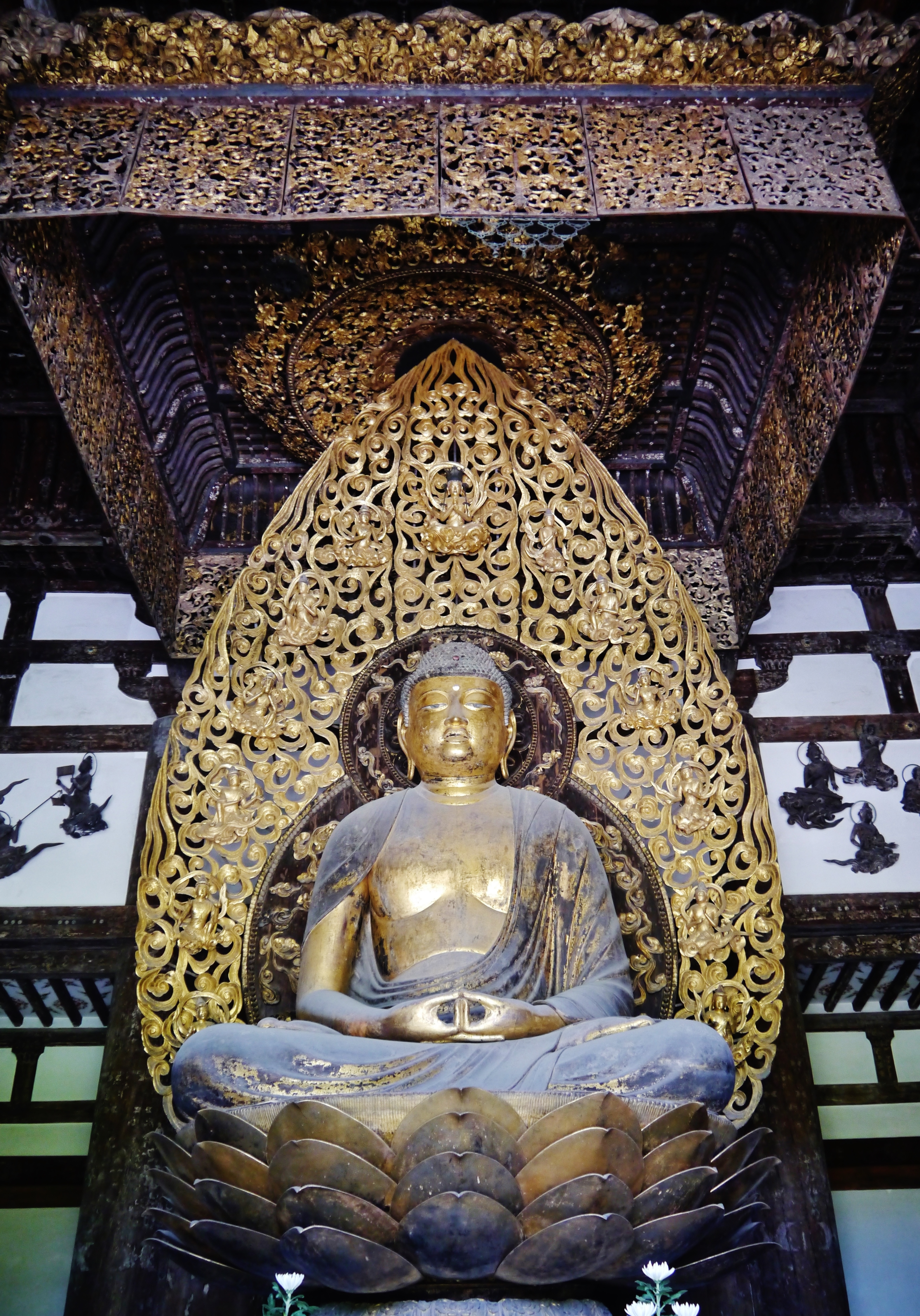
阿弥陀如来坐像

定朝（じょうちょう、生年不明 - 天喜5年8月1日（1057年9月2日））は平安時代後期に活躍した仏師。寄木造技法の完成者とされる。

## 略歴
仏師康尚の子。治安2年（1022年）、藤原道長が創建した法成寺金堂・五大堂の造仏の功績により、仏師として初めて法橋になった。定朝が法橋を望み、前例のない叙位に道長もためらったが、藤原実資の助言を得て、開眼供養の翌々日に与えられた（『小右記』『左経記』『初例抄』『僧綱補任』）。定朝の主宰する工房は極めて大規模であった。万寿3年（1026年）8月から10月にかけて行われた中宮威子の御産祈祷のために造られた27体の等身仏は、125人もの仏師を動員して造られたことが判明している（『左経記』万寿三年十月十日条）。晩年の天喜2年（1054年）に造仏した、京都西院の邦恒朝臣堂の丈六阿弥陀如来坐像は、当時の公家たちを魅了したらしく、「尊容満月のごとし」（『春記』）、「天下これをもって仏の本様となす」「その金躰まことに真像にむかうがごとし」（『長秋記』）などと激賞された。
京都市の上品蓮台寺に墓所が現存する。

## 作品
文献上は多くの事跡が伝えられるが、現存する確実な遺作は平等院本尊の木造阿弥陀如来坐像（国宝）が唯一とされる。全てを柔らかな曲線と曲面でまとめ、彫りが浅く平行して流れる衣文、瞑想的でありながら微睡むような表情など、それまで一木造特有の重みや物質感を廃した柔和で優美な造形が特徴である。こうした定朝の仏像は平安貴族の好尚に合致し、「仏の本様」と讃えられた。定朝はそれまでの平安前期の彫刻ではなく、天平時代の古典彫刻学び、これに寄木造や内刳りという新しい技法を組み合わせて独自の作風を切り開いた。定朝の風を装ったいわゆる定朝様（-よう）の作例はやがて形式化に堕していったのに対し、この阿弥陀像は定朝の代表作として推奨するに足る傑作である。各地には定朝作と伝えられている仏像が残るが、その大半は別人の作だと考えられている。

## 歿後の展開
定朝没後は、息子の覚助と弟子の長勢が勢力を持ち、覚助の系統から院派と慶派、長勢からは円派が生まれた。また、僧綱位の授与は、天皇や上皇の御願寺、或いは藤原氏ゆかりの法成寺、興福寺の意義深い造仏に携わった定朝直系の子弟に限定される慣習となった。
定朝様はその後12世紀に到るまで仏像の規範となった。当時の日記類を読むと、貴族達が定朝仏をもてはやし、仏師らはその注文に応じ、ひたすら定朝仏の模倣に努めていたことが伝わってくる。例えば、定朝から数えて4代目の円派仏師・賢円の工房を訪ねた貴族は、製作中の仏像を定朝仏と比較して、細かく注文をつけた。また、長承3年（1134年）、定朝から5代後の院派仏師・院朝は、定朝仏と同じ阿弥陀如来像を作るため、西院の邦恒朝臣堂へ赴き、その寸法を一日がかりで約70箇所にわたり詳細に計測している（共に『長秋記』）。

## 系譜
光孝源氏の流れを汲む。高祖父に宇多天皇の同母兄・是忠親王がおり、その父が光孝天皇である（光孝天皇-是忠親王-英我王-源康行-康尚-定朝）。

## 参考資料
- 京都国立博物館編集 『院政期の仏像 ─定朝から運慶へ─』 岩波書店、1992年 ISBN 4-00-008058-X
- 伊東史朗 『日本の美術458 平安時代後期の彫刻 信仰と美の調和』 至文堂、2004年 ISBN 978-4-784-33458-2
- 根立研介 「定朝をめぐるニ、三の問題─僧綱位授与の問題を中心にして─」（平等院ミュージアム鳳翔館編集『鳳翔学叢』第4輯、宗教法人平等院発行、2008年3月、pp.13-31）